# رابرت بی‌دن-پاول
رابرت بِی‌دن پاول (به انگلیسی: Robert Stephenson Smyth Baden-Powell, 1st Baron Baden-Powell)‏ (زادهٔ ۲۲ فوریه ۱۸۵۷ – درگذشتهٔ ۸ ژانویه ۱۹۴۱) که به نام‌های B-P یا لرد بادن پاول، نیز شناخته می‌شد، یک ژنرال ارتش بریتانیا، نویسنده و بنیانگذار پیش‌آهنگی بود. همچنین به دلیل زحمات زیادی که برای پیش‌آهنگی کشید لقب سر پیش‌آهنگ (پدر پیش‌آهنگی) جهان را به او اختصاص دادند.

## زندگی‌نامه
"روبرت (رابرت) اِسْتِفِنْسْ اِسمیتْ بیدن پاول" تنها ۳ سال داشت که پدرش بادن پاول (استاد دانشگاه آکسفورد) را از دست داد وی نزد مادرش "هِنْریتا پاول" بزرگ شد و به تحصیل دورهٔ ابتدایی پرداخت. او می‌گفت: "پدرم، مادرم را به همراه فرزند تنها گذاشت و نمی‌دانم مادرم با چه پشتکاری ما را بزرگ کرد. همت او در ادامه‌دادن، همواره الگوی من در زندگی بوده‌است.". سپس از مدرسه Charterhouse (چارتر هووس) که در سال ۱۶۱۱ یکی از معتبرترین مدارس عمومی (خصوصی) بریتانیا بود بورسیه شد. طی آن دوران او در جنگل و محیط بزرگ مدرسه چیزهایی یادگرفت که بعدها باعث شکوفایی استعدادها و موفقیت او در زندگی‌اش شد. او یادگرفت چطور رد پای حیوانات را در میان علف‌ها پیدا کند و به دنبال آن‌ها برود. آموخت چطور به تنهایی آتش روشن کند و چه‌کند تا دود آتش مشخص نباشد. او پا را از این هم فرا گذاشته و ساختن تیر و کمان از چوب‌های جنگل و شکار حیوانات را نیز فراگرفت. به بازیگری علاقه داشت و پیانو و ویولن می‌نواخت. او بسیار ماجراجو بود و در طول تعطیلات با برادران خود به ماجراجویی و قایقرانی ی رفت و مهارت‌های زیادی می‌آموخت.
وی در ابتدا به عنوان یک سرباز جز به هند رفت. او چندی بعد دچار بیماری شد که برای درمان آن مجبور شد به کشورش انگلیس برگردد.
بعد از بهبود یافتن به آفریقا رفت. وی همان‌جا به درجهٔ فرماندهی رسید. مشاهدات او از بچه‌های آفریقا اینگونه بود «اکثر بچه‌های آفریقا نه تنها امور خودشان بلکه گاهی بعضی نیز امور خانواده‌شان را، به تنهایی انجام می‌دادند.» وی بعد از برگشتن از آفریقا به کشورش متوجه شد که کودکان بریتانیایی به تنهایی از پس امور خود بر نمی‌آیند و دلیکا از دیگران کمک می‌گیرند. مشاهدات او سبب شد به فکر راه انداختن گروهی شود تا به آن‌ها زندگی در نبود دیگران و زنده ماندن در سختی‌ها و برآمدن از عهده امور خود و برطرف کردن نیازهای حیاتی خود را آموزش دهد. او از ارتش استعفا داد و شروع به کار کرد. با آموزش‌های او بچه‌ها می‌توانستند به راحتی از پس مشکلات به‌وجود آمده در بلایای طبیعی مانند سیل، زلزله و… برآیند.
وی اولین اردوی پیشاهنگی (scouting) را با اعضای ۲۰ نفر پسر در جزیرهٔ براون سی انگلیس انجام داد.
او اولین کتاب پیشاهنگی پسران را نوشت؛ این بسیار کتاب مورد استقبال عموم قرار گرفت.
او در سن ۵۴ سالگی با اولیو یا کیلر (که فقط ۲۳ سال داشت) ازدواج کرد. وی پس از مرگش در سن ۸۴ سالگی در کنیا دفن شد.
طبق اطلاعاتی دیگر آمده که:(او در ارتش فرمانده شد و در سال ۱۳۷۶ به هند رفت. او عنوان یک افسر ارتش جوان، در بازپرسی، نقشه‌برداری و شناسایی تخصصی مهارت کسب کرد و به سربازان دیگر آموخت. پاول پس از هند به بالکان، آفریقای جنوبی و مالت یافت. اما سفر او به آفریقا توسط ارتش انگلیس در آغاز جنگ دوم بوئر بود که او در شهر مهیکنگ در محاصره مفکینگ به عنوان رهبر ارتش دفاع کرد که به او اعتبار زیادی بخشیدو همواره این پند را به یادداشت که "در سراسر زندگی، در صلح یا جنگ به دنبال کسب تجربه برای یک زندگی بهتر باشید."
هنگام برگشت به کشورش فهمید شد که به یک قهرمان ملی تبدیل شده‌است. او همچنین متوجه شد که کتاب راهنمای کوچک برای سربازان و کمک به ناامیدی، توسط رهبران جوانان و معلمان سراسر کشور برای تدریس و مراقبت از جنگل استفاده می‌شود. شهرت جدید او به رهبری در نشست‌ها و تظاهرات در سراسر بریتانیا منجر شد. سر ویلیام اسمیت از پاول خواست تا برنامه ای برای بهبود آموزش شهروندی برای پسران طراحی کند و این امر باعث نوشتن کتاب پیشاهنگی برای پسران "Scouting For Boys" شد)

## فعالیت‌های پیشاهنگی

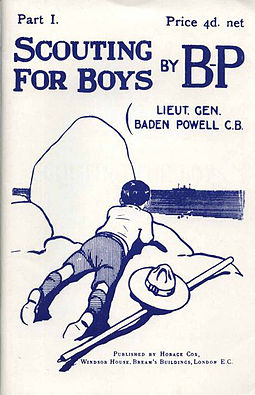
کتاب پیشاهنگی برای پسران

جنبش پیشاهنگی او در سال ۱۹۰۳ میلادی پس از انتشار کتابی به نام «پیشاهنگی برای پسران» شکل گرفت. هدف بادن پاول از نوشتن این کتاب بیان عقایدش در مورد نحوه تعلیم نوجوانان بود؛ ولی به زودی مشخص شد که نظریات او باعث شکل‌گیری یک جنبش جدید شده‌است. ادن پاول در یک اردوی آزمایشی به‌طور عملی عقاید خود را به اجرا گذاشت. او معتقد بود که باید برای پسران اردوهای جدیدی تشکیل داد و در این اردوها آن‌ها را تحت تعلیمات خاصی شبیه به تعلیمات نظامی قرار داد. طبق ایده بادن پاول نوجوانان باید در گروه‌های کوچک شش یا هفت نفره به رهبری یکی از پسران سازماندهی شوند. سپس علاوه بر تعلیمات معمولی، کلیه مهارت‌هایی که موجب ورزیدگی و بالا رفتن اعتماد به نفس می‌شود، از جمله کمک‌های اولیه، نقشه‌کشی، گره زدن طناب، ارسال خبر و… به آن‌ها آموخته شود

## ازدواج و درگذشت
در خلال این سال‌ها او هرگز ازدواج نکرد چراکه خود را غرق در پیش‌آهنگی می‌دید. تمام وقت او برای جوانان صرف می‌شد و دیگر فرصتی باقی نمی‌ماند. پس از این سال‌ها او در ۵۴ سالگی با اولیویا کیلر در حالی که ۲۳ سال داشت ازدواج کرد و پس از ازدواج، همسرش نیز در پیش‌آهنگی دختران به فعالیت پرداخت. در سال ۱۹۲۰ به او لقب «سَر پیش‌آهنگ» یا «پدر پیش‌آهنگی» داده شد در سال ۱۹۳۰ همسر او نیز به همین نام ملقب شد. بیدن پاول برای گسترش پیش‌آهنگی در همه جهان تلاش می‌کرد و هرگز به دنبال افکار نژادپرستانه و دسته‌بندی مردم نبود. او حتی برای این کار تا آفریقا نیز سفر کرد و به تعلیم پیش‌آهنگی پرداخت. او در کنیا خانه‌ای برای خود ساخت و تا زمان مرگش در ۸ ژانویه ۱۹۴۱ در آنجا زندگی کرد. وی در زمان مرگ ۸۴ ساله بود.

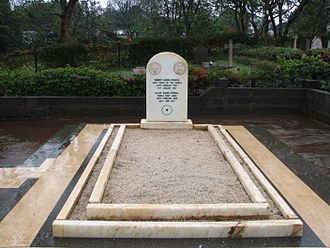
آرامگاه بیدن پاول

امضا